# Emanuel Raasch
Emanuel Raasch (Burg, 16 de novembro de 1955) é um desportista alemão que competiu para a RDA em ciclismo na modalidade de pista, especialista nas provas de velocidade individual e tandem.
Ganhou sete medalhas no Campeonato Mundial de Ciclismo em Pista entre os anos 1975 e 1994.

## Medalheiro internacional
| Representando à Alemanha Oriental |                               |                   |                           |
| Campeonato Mundial                |                               |                   |                           |
| Ano                               | Lugar                         | Medalha           | Competição                |
| 1975                              | Rocourt ( Bélgica)            | Medalha de bronze | Velocidade individual (A) |
| 1977                              | San Cristóbal ( Venezuela)    | Medalha de prata  | Velocidade individual (A) |
| 1978                              | Munique ( Alemanha Ocidental) | Medalha de prata  | Velocidade individual (A) |
| 1979                              | Ámsterdam ( Países Baixos)    | Medalha de prata  | Velocidade individual (A) |
| 1982                              | Leicester ( Reino Unido)      | Medalha de bronze | 1 km contrarrelógio (A)   |
| Representando a Alemanha          |                               |                   |                           |
| Campeonato Mundial                |                               |                   |                           |
| Ano                               | Lugar                         | Medalha           | Competição                |
| 1991                              | Stuttgart ( Alemanha)         | Medalha de ouro   | Tandem (A)                |
| 1994                              | Palermo ( Itália)             | Medalha de prata  | Tandem                    |